# Epigynopteryx
Epigynopteryx är ett släkte av fjärilar. Epigynopteryx ingår i familjen mätare.

## Dottertaxa tillEpigynopteryx, i alfabetisk ordning[1]
- Epigynopteryx abbreviata
- Epigynopteryx africana
- Epigynopteryx albicuneata
- Epigynopteryx ansorgei
- Epigynopteryx artemis
- Epigynopteryx aurantiaca
- Epigynopteryx barbaria
- Epigynopteryx bipunctaria
- Epigynopteryx borgeaudi
- Epigynopteryx castanea
- Epigynopteryx coffeae
- Epigynopteryx commixta
- Epigynopteryx concors
- Epigynopteryx craspigonia
- Epigynopteryx curvimargo
- Epigynopteryx declinans
- Epigynopteryx dia
- Epigynopteryx diffusa
- Epigynopteryx dorcas
- Epigynopteryx duboisi
- Epigynopteryx epelidaria
- Epigynopteryx epionata
- Epigynopteryx eudallasta
- Epigynopteryx eugonia
- Epigynopteryx fimosa
- Epigynopteryx flavedinaria
- Epigynopteryx flexa
- Epigynopteryx fulva
- Epigynopteryx fulvitincta
- Epigynopteryx glycera
- Epigynopteryx guichardi
- Epigynopteryx immaculata
- Epigynopteryx impunctata
- Epigynopteryx indiscretaria
- Epigynopteryx jacksoni
- Epigynopteryx langaria
- Epigynopteryx lioloma
- Epigynopteryx maculosata
- Epigynopteryx maeviaria
- Epigynopteryx metrocamparia
- Epigynopteryx modesta
- Epigynopteryx molliaria
- Epigynopteryx mutabilis
- Epigynopteryx nigricola
- Epigynopteryx ommatoclesis
- Epigynopteryx pallida
- Epigynopteryx perviata
- Epigynopteryx piperata
- Epigynopteryx prolixa
- Epigynopteryx prophylacis
- Epigynopteryx punctata
- Epigynopteryx pygmaea
- Epigynopteryx pyrographa
- Epigynopteryx rougeoti
- Epigynopteryx sabasaria
- Epigynopteryx scotti
- Epigynopteryx silvestris
- Epigynopteryx sipariata
- Epigynopteryx sogai
- Epigynopteryx stictigramma
- Epigynopteryx straminea
- Epigynopteryx subbasalis
- Epigynopteryx subrufa
- Epigynopteryx subspersa
- Epigynopteryx tabitha
- Epigynopteryx tenera
- Epigynopteryx termininota
- Epigynopteryx townsendi
- Epigynopteryx triseriata
- Epigynopteryx turlini
- Epigynopteryx variabile
- Epigynopteryx xanthiaria
- Epigynopteryx xeres